# Michael O'Leary
Michael Kevin O'Leary (in irlandese Mícheál Caoimhín Ó Laoghaire; Mullingar, 20 marzo 1961) è un manager irlandese, attuale amministratore delegato di Ryanair.

## Biografia
Secondo di sei fratelli, cresce a Kanturk nella contea di Cork. Si è laureato in economia al Trinity College, lavorando come barista in un pub di proprietà dello zio. Nel 1985 O'Leary ha incontrato Tony Ryan, capo della GPA (Guinness Peat Aviation, una società di leasing). Ryanair è stata fondata in questo periodo e in origine ha seguito un modello di business tradizionale, ma presto ha cominciato a perdere soldi. Successivamente O'Leary è stato assunto in Ryanair ed inviato negli Stati Uniti per studiare il modello di business di Southwest Airlines. 
O'Leary è stato vice amministratore delegato di Ryanair, tra il 1991 e il 1994 ed è stato promosso a CEO nel gennaio 1994. Sotto la gestione di O'Leary, Ryanair ha ulteriormente sviluppato il modello a basso costo originato da Southwest Airlines. Il modello di business immaginato da O'Leary utilizza convenzioni con agenzie di shopping, gioco online, noleggio auto e prenotazioni alberghiere per sostituire il gettito dei biglietti. Risparmio viene fatto anche negoziando sconti con gli aeroporti sulle tasse di atterraggio. In molti casi, gli aeroporti regionali hanno eliminato le tasse in modo da garantire i voli che portano passeggeri e ricchezza nella loro area.

## Polemiche e controversie
O'Leary ha una reputazione di grande parlatore. Molti articoli di stampa lo hanno descritto come arrogante, e incline a contraddirsi. Stravagante e schietto nelle sue dichiarazioni pubbliche, a volte ricorrendo ad attacchi personali e un linguaggio volgare. Il suo stile di gestione spregiudicato, la ricerca spietata di riduzione dei costi e il suo atteggiamento esplicitamente ostile nei confronti di concorrenti aziendali, autorità aeroportuali, governi, sindacati e clienti è diventato un marchio di garanzia. Nel 2007 è stato costretto a ritirare una affermazione che Ryanair aveva tagliato le emissioni di diossido di carbonio della metà negli ultimi cinque anni.
Nel maggio 2014 O'Leary è stato molto critico su uno sciopero di 24 ore indetto dal personale di Aer Lingus, il cui principale azionista all'epoca era Ryanair, che ha dovuto cancellare 200 voli e ha lasciato a terra 200.000 persone. O'Leary ha accusato Aer Lingus di "cattiva gestione" delle sue relazioni con i dipendenti, chiamati per il licenziamento di un membro del consiglio, e ha detto che i lavoratori in sciopero devono essere puniti.
Nel 2012 O'Leary è finito iscritto nel registro degli indagati della procura di Bergamo assieme al direttore Juliusz Komorek per gli affari legali. Il pubblico ministero ha contestato loro di non aver versato i contributi di 220 dipendenti, perché assunti con contratto in Irlanda, che però lavorando ad Orio al Serio usufruivano della copertura assicurativa INPS. Uno stratagemma che, stando ai calcoli dell'Inps e della Dpl (Direzione provinciale del lavoro) di Bergamo, avrebbe comportato un danno all'erario di quasi 12 milioni di euro. Una cifra stimata al ribasso, perché secondo il database della Polizia di frontiera, dal 2003 al 2010 i lavoratori passati dall'aeroporto bergamasco sono stati 900. Quindi l'imponibile evaso è stato più consistente.
Nel 2013 O'Leary viene condannato in Francia per lo stesso reato che aveva compiuto in Italia, a pagare 10 milioni di euro e una multa di 200.000 euro per avere assunto 127 dipendenti con contratto irlandese e non locale, tra il 2006 e il 2007, e di conseguenza di non aver versato i contributi.

## Vita privata
O'Leary vive in Irlanda. Si è sposato con Anita Farrell nel settembre 2003 e ha quattro figli. Alleva bestiame Aberdeen Angus e cavalli nella contea di Westmeath. Nel 2006 i suoi cavalli hanno vinto la Cheltenham Gold Cup. O'Leary è anche un sostenitore del Manchester City e indossava una maglietta della squadra quando ha svelato nuove destinazioni Ryanair da e per l'aeroporto di Manchester nel 2011.